# 4359 Berlage
4359 Berlage eller 1935 TG är en asteroid i huvudbältet som upptäcktes den 28 september 1935 av den holländske astronomen Hendrik van Gent i Johannesburg. Den har fått sitt namn efter den nederländske meterologen Hendrik Petrus Berlage, son till Hendrik Petrus Berlage.
Asteroiden har en diameter på ungefär 5 kilometer.